# Ce n'étaient pas tous des assassins
Ce n'étaient pas tous des assassins (Nicht alle waren Mörder) est un téléfilm allemand, réalisé par Jo Baier, et diffusé et diffusé en 2006.

## Fiche technique
- Titre original : Nicht alle waren Mörder
- Réalisation : Jo Baier
- Scénario : Jo Baier
- Photographie : Gunnar Fuß
- Montage : Clara Fabry et Clara Schneider
- Durée : 95 min
- Date de diffusion :
  -  France : 2 avril 2010 sur Arte

## Distribution
- Aaron Altaras : Michael Degen
- Nadja Uhl : Anna Degen
- Hannelore Elsner : Ludmilla Dimitrieff
- Dagmar Manzel : Märtchen Schewe
- Katharina Thalbach : la grand-mère Teuber
- Maria Simon : Lona Furkert
- Richy Müller : Karl Hotze
- Axel Prahl : Erwin Redlich
- Martin Stührk : Rolf Redlich
- Merab Ninidze : Russischer Offizier
- Steffi Kühnert : Käthe Hotze
- Maria Hofstätter : Erna Niehoff
- Michael Schenk : Gestapomann
- Michael Gerber (de) : Herr Teuber
- Holger Kunkel : Nazibonze
- Jevgenij Sitochin : Soldat
- Manfred Möck : le jardinier du cimetière
- Katharina Spiering : Grete
- Katharina Eckerfeld : Hilde
- Petra Schmidt-Schaller : Rosa